# 佩氏溪漢魚
佩氏溪漢魚，為輻鰭魚綱銀漢魚目皮杜銀漢魚科的其中一種，分布於非洲馬達加斯加東北部淡水流域，體長可達7公分，為熱帶淡水魚，棲息在表層水域，生活習性不明。